# Eduard Linnemann
Eduard Linnemann (ur. 2 lutego 1841 we Frankfurcie nad Menem, zm. 24 kwietnia 1886 w Pradze) – niemiecki chemik.

## Życiorys
Studiował chemię na Uniwersytecie w Heidelbergu, naukę kontynuował na Uniwersytecie w Karlsruhe. Po otrzymaniu dyplomu wyjechał do Gandawy, gdzie na tamtejszym Uniwersytecie współpracował z Friedrichem Augustem Kekulé von Stradonitzem. Następnie przeniósł się do Lwowa, gdzie rozpoczął pracę naukową na Uniwersytecie pod kierunkiem Leopolda von Pebala. W 1865 uzyskał tytuł profesora, siedem lat później wyjechał do Brna, gdzie wykładał na Uniwersytecie do 1875, a następnie został profesorem na Uniwersytecie Karola w Pradze i pełnił tę funkcję aż do śmierci.

## Praca naukowa
Prowadził badania nad mannitolem i analizował strukturę cyrkonu. W 1886 był przekonany, że odkrył nowy pierwiastek chemiczny i nadał mu nazwę austrium. Po jego śmierci dowiedziono, że austrium jest pochodną galu i nie stanowi nowego pierwiastka.

### Publikacje
- Über das Unvermögen des Propylens sich mit Wasser zu verbinden, /1877/;
- Über die Absorptionserscheinungen in Zirkonen, /1885/;
- Das Oxydationsproduct des Propylenoxydes durch Silberoxyd, /1885/;
- Verarbeitung und qualitative Zusammensetzung des Zirkons, /1885/;
- Austrium, ein neues metallisches Element, /1886/.